# Barrier cream

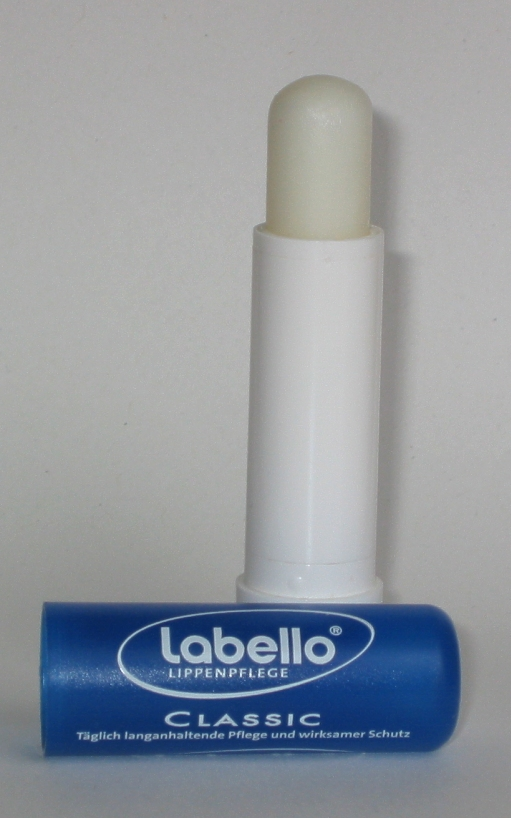
barrier cream voor de lippen

Barrier cream is een soort zalf of crème op olie- of waterbasis die wordt gebruikt om de huid te beschermen tegen schadelijke stoffen. De crème kan beschermend werken tegen zuren, logen, harsen,  vetten, kunststoffen en andere chemische stoffen.
De crème vormt een doorzichtige vetvrije film op de huid waardoor een gedeeltelijke bescherming ontstaat tegen huidirritatie en dermatitis en deze deels voorkomen kunnen worden.
Barrier cream wordt gebruikt bij beroepen waar de handen en armen in contact komen met schadelijke stoffen. Ook zijn er soorten op de markt voor gezichts- en ledematenbescherming voor mensen met een extreem gevoelige huid ter voorkoming van dermatitis.
Voor bescherming van de lippen zijn er speciale blokkadestiften (lippenbalsems) verkrijgbaar met een samengeperste versie van de crème.